# Willem August van Saksen-Eisenach
Willem August van Saksen-Eisenach (Eisenach, 30 november 1668 - aldaar, 23 februari 1671) was van 1668 tot aan zijn dood hertog van Saksen-Eisenach. Hij behoorde tot de Ernestijnse linie van het huis Wettin.

## Levensloop
Willem August was de jongste en enige overlevende zoon van hertog Adolf Willem van Saksen-Eisenach en diens echtgenote Maria Elisabeth, dochter van hertog August van Brunswijk-Wolfenbüttel. 
Hij werd negen dagen na het overlijden van zijn vader geboren, waardoor hij onmiddellijk na zijn geboorte hertog van Saksen-Eisenach werd. Willem August werd onder het regentschap van zijn oom Johan George I geplaatst, die hertog van Saksen-Marksuhl was. 
Willem August had een zwakke gezondheid en stierf in februari 1671 op amper tweejarige leeftijd. Zijn oom Johan George I volgde hem op als hertog van Saksen-Eisenach. 